# Karim Kamanzi
Pour les articles homonymes, voir Kamanzi.
Karim Kamanzi, né le 18 mars 1983 à Kigali au Rwanda, est un footballeur international rwandais actif de 1997 à 2011 au poste d'attaquant. 
Il compte 2 sélections pour 1 but en équipe nationale en 2004.

## Biographie

### Équipe nationale
Karim Kamanzi est convoqué pour la première fois par le sélectionneur national Ratomir Dujković pour un match de la CAN 2004 face à la Guinée le 28 janvier 2004. Il entre à la 74e minute à la place de Jean Lomami et se distingue en marquant le but égalisateur dans le temps additionnel (1-1).
Il représente son pays lors de la Coupe d'Afrique des nations 2004.
Il compte 2 sélections et 1 but avec l'équipe du Rwanda en 2004.

## Statistiques

### Buts en sélection
Le tableau suivant liste tous les buts inscrits par Karim Kamanzi avec l'équipe du Rwanda.